# Светско првенство у ватерполу до 18 година
Светско првенство у ватерполу до 18 година је репрезентативно такмичење које организује ФИНА у мушкој и женској конкуренцији. Такмичење је основано 2012. и од тада се одржава сваке друге године. Прво такмичеење одржано је у Перту, Аустралија у обе конкуренције.
У актуелном формату тамичење броји 20 тимова за дечаке односно 16 тимова за девојчице подељених у 4 групе са по пет тј. четири. Након групне фазе, од осмине финала па надаље примењује се класични елиминациони систем. 

## Дечаци

### Досадашња првенства
| Година | Домаћин   | Злато    | Сребро    | Бронза   |
| ------ | --------- | -------- | --------- | -------- |
| 2012.  | Перт      | Италија  | Мађарска  | Србија   |
| 2014.  | Истанбул  | Мађарска | Шпанија   | Русија   |
| 2016.  | Подгорица | Хрватска | Црна Гора | Мађарска |

### Биланс медаља
| Ранг | Држава    | Злато | Сребро | Бронза | Укупно |
| 1    | Мађарска  | 1     | 1      | 1      | 3      |
| 2    | Италија   | 1     | -      | -      | 1      |
| 3    | Хрватска  | 1     | -      | -      | 1      |
| 4    | Црна Гора | -     | 1      | -      | 1      |
| 5    | Шпанија   | -     | 1      | -      | 1      |
| 6    | Русија    | -     | -      | 1      | 1      |
| 7    | Србија    | -     | -      | 1      | 1      |

## Девојчице

### Досадашња првенства
| Година | Домаћин | Злато  | Сребро   | Бронза   |
| ------ | ------- | ------ | -------- | -------- |
| 2012.  | Перт    | Грчка  | Мађарска | Русија   |
| 2014.  | Мадрид  | САД    | Канада   | Мађарска |
| 2016.  | Окленд  | Русија | Шпанија  | Италија  |

### Биланс медаља
| Ранг | Држава   | Злато | Сребро | Бронза | Укупно |
| 1    | Русија   | 1     | -      | 1      | 1      |
| 2    | Грчка    | 1     | -      | -      | 1      |
| 3    | САД      | 1     | -      | -      | 1      |
| 4    | Мађарска | -     | 1      | 1      | 2      |
| 5    | Канада   | -     | 1      | -      | 1      |
| 6    | Шпанија  | -     | 1      | -      | 1      |
| 7    | Италија  | -     | -      | 1      | 1      |